# پروولت (اورگن)
پروولت (به انگلیسی: Provolt) یک منطقهٔ مسکونی در ایالات متحده آمریکا است که در اورگن واقع شده‌است. پروولت ۳۵۹٫۹۷ متر بالاتر از سطح دریا واقع شده‌است.